# Zeferino Torreblanca

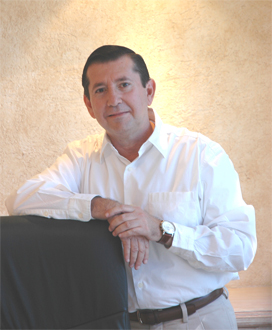

Carlos Zeferino Torreblanca Galindo  (ur. 14 marca 1954 w Guadalajarze) – meksykański polityk, działacz Partii Rewolucyjno-Instytucjonalnej.
W latach 1994–1997 pełnił mandat deputowanego do Izby Deputowanych. Od 1999 do 2002 był burmistrzem Acapulco. W latach 2005–2011 sprawował urząd gubernatora stanu Guerrero.